# Getal van Hodgson
Het getal van Hodgson is een dimensieloze grootheid die de verhouding tussen tijdsconstante van het systeem en pulsatie frequentie weergeeft.
{\displaystyle H={\frac {f_{\mathrm {r} }V\Delta P}{\Phi _{v}P}}}
fr = frequentie  [s−1]
V = volume van het systeem  [m3]
ΔP = drukverschil [Pa]
Φv = volumestroom  [m3 s−1]
P = statische druk  [Pa]
Het getal van Hodgon kan bijvoorbeeld gebruikt worden om te onderzoeken in hoeverre warmteoverdracht wordt beïnvloed door pulsaties.
Veronderstel, dat een gas door een vat stroomt, waarbij de gasstroom niet stabiel is, maar pulserend. Dat wil zeggen, dat het gas een trilling of pulsatie ondergaat. Het getal van Hodgson drukt uit in welke mate een 'pakketje' gas in het vat aan pulsaties wordt blootgesteld.
Het aantal pulsaties dat een hoeveelheid gas ondergaat tussen het moment van binnentreden en uittreden van het vat is:
{\displaystyle {\frac {f_{\mathrm {r} }V}{\Phi _{v}}}}
De relatieve drukfluctuatie per pulsatie is gelijk aan:
{\displaystyle {\frac {\Delta P}{P}}}
Het getal van Hodgson is het product van die twee waarden.